# Изюмский район
Изю́мский райо́н (укр. Ізюмський район) — район на юго-востоке Харьковской области Украины.
Административный центр — город Изюм.
Был преобразован в 2020 году в ходе административно-территориальной реформы на Украине. 

## Физико-географическая характеристика
Площадь — 5906,2 км².
Основные реки — Северский Донец и его притоки Оскол, Грековка, Великая Камышеваха, Сухой Изюмец, Мокрый Изюмец, Бахтин, Кунье.

## История

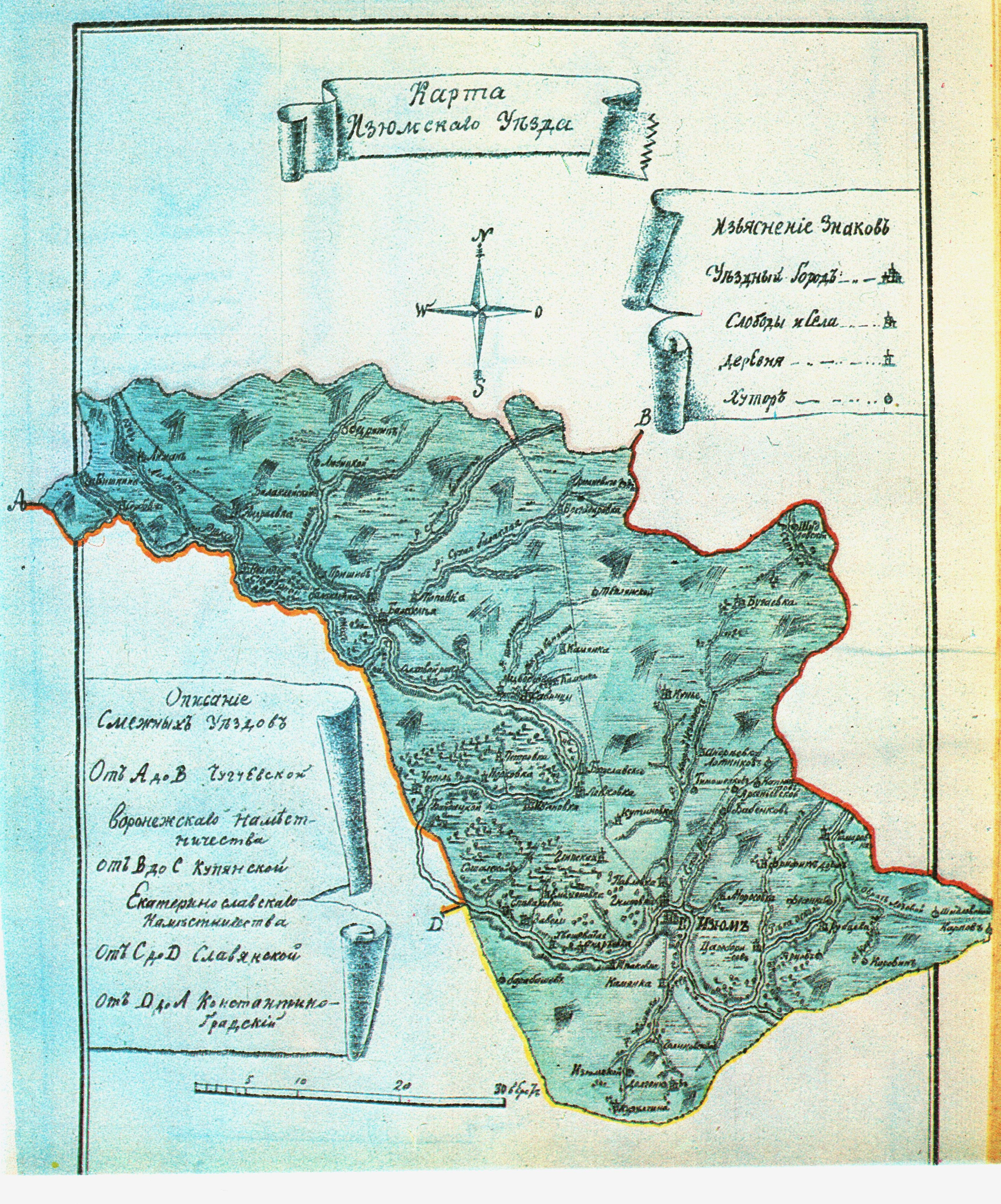
Изюмский уезд в 1788 году

Территория Изюмщины была заселена с древних времён. Археологическими раскопками были выявлены остатки древних поселений, мастерская кремнёвых изделий на берегу реки Северский Донец («Изюмские стоянки»). На территории района жили разные кочевые народы. Первые славянские поселения появились в VI веке.
В 1111 году на реке Сальнице, в границах современного Изюма, древние русичи во главе с князем Владимиром Мономахом разбили половецкое войско. С этой рекой связаны и события 1185 года, когда через неё проходил маршрут Новгород-Северского князя Игоря.
Во второй четверти XIII века край, после татаро-монгольского нашествия, обезлюдел и на длительное время получил название «Дикое поле».
В XVI веке земли Изюмщины вошли в состав Московского государства. На них была организована сторожевая служба от набегов крымских татар. Изюмская сторожа считалась важной, так как стояла на Изюмском шляхе около двух бродов — Изюмского и Каменного.
В 1599 году на месте теперешнего села Оскол по приказу царя Бориса Годунова был построен первый город Слобожанщины Цареборисов. Постепенно территория края заселилась казаками и крестьянами — выходцами с Правобережной Украины.
В 70-х годах XVII века тут поселилась небольшая группа украинских переселенцев, которые под руководством балаклейского полковника Якова Черниговця соорудили деревянный острожек. В документе 1680 года это поселение имело название Изюмский городок. В следующем году в ходе строительства Изюмской оборонительной линии город был перенесён на правый высокий берег Донца.
В 1685 году Изюм становится полковым городом — центром Изюмского слободского казацкого полка, которому были подчинены 13 окрестных населённых пунктов: Острополье, Двуречное, Новый Перекоп, Сеньково, Купецкое, Бишкин, Андреевка, Балаклея, Савинцы, Цареборисов, Каменка, Лиман. Несколько позже были присоединены Печенеги, Мохнач, Змиёв, Спиваковка, Купянка и Тор (Славянск). С этого времени условно можно начинать летопись Изюмского района.
Полковое устройство и обусловило особенности административного управления Изюмщины. В Изюме, как в полковом городе, была создана полковая канцелярия для военно-гражданского управления краем. На самом деле вся власть была в руках одного человека — полковника Изюмского слободского казацкого полка.
После реформы 1765 года, проведенной Екатериной ІІ, произошли изменения и в административном устройстве Слобожанщины. Территория полка была преобразована в Изюмскую провинцию, которая входила в состав Слободско-Украинской губернии. В свою очередь, провинция делилась на пять комиссарств.
В 1780 году было создано Харьковское наместничество, одновременно с которым создаётся и Изюмский уезд.
Вместо Харьковского наместничества, в 1796 году, была создана Слободско-Украинская губерния (с 1835 года Харьковская) в состав которой, наряду с другими, вошел и Изюмский уезд. В 1797 году все поветы были разделены на волости, каждая с населением около 3 тысяч человек.
1906 год пущен Изюмский пивзавод.
В феврале 1919 года большая часть Изюмского уезда вместе со Старобельским была передана в Донецкую губернию из Харьковской; в 1920 передан обратно в Харьковскую.
В 1923 году Изюмский уезд, в соответствии с новым административно-территориальным делением, был реорганизован в округ, в который входили Изюмский, Петровский, Барвенковский и Савинский районы. Изюмский район включал в себя Изюмскую и Краснооскольскую волости бывшего Изюмского уезда и был образован в УССР постановлением Президиума Всеукраинского Центрального Исполнительного Комитета № 315 от 7 марта 1923 года.
В июле 1930 года округа были ликвидированы и установлено районное административное деление, который отвечал новым условиям, которые сложились в УССР. Вместо Изюмского округа было создано несколько районов. По новому делению Изюмский район вначале непосредственно подчинялся центру, а с 1932 года — области.
В 2020 году в рамках «оптимизации» районов в Харьковской области Верховная Рада оставила семь районов.

### Современность
17 июля 2020 года постановлением Верховной рады Украины «О создании и ликвидации районов» был образован Харьковской области, в его состав вошли территории:
- Изюмского района,
- Балаклейского района,
- Барвенковского района,
- Боровского района,
- а также города областного значения Изюм.

## Административное устройство
Район делится на 8 территориальных общин (громад), в том числе 3 городские, 3 поселковые и 2 сельские общины (в скобках — их административные центры):
- Городские:
  - Изюмская городская община (город Изюм),
  - Балаклейская городская община (город Балаклея),
  - Барвенковская городская община (город Барвенково);
- Поселковые:
  - Боровская поселковая община[укр.] (посёлок Боровая),
  - Донецкая поселковая община (посёлок Донец),
  - Савинская поселковая община (посёлок Савинцы);
- Сельские:
  - Куньевская сельская община (село Кунье),
  - Оскольская сельская община (село Оскол).

### История деления района

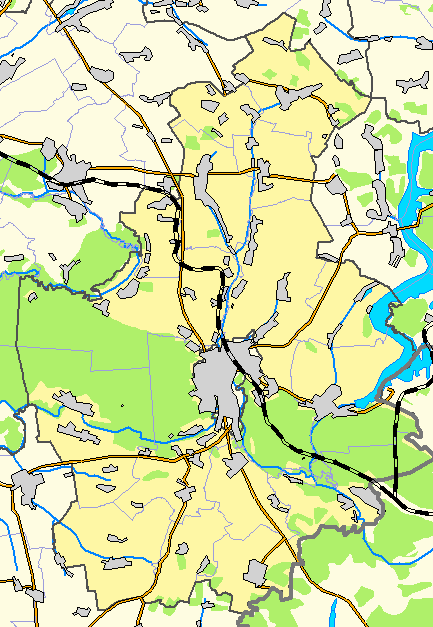
Район в старых границах до 17 июля 2020 года

Район в старых границах до 17 июля 2020 года включал в себя:
| - Сельских советов: 17 | - Сёл: 60 |

Местные советы (в старых границах до 17 июля 2020 года):
| - Александровский сельский совет - Бражковский сельский совет - Бригадировский сельский совет - Бугаевский сельский совет - Вернопольский сельский совет - Долгеньковский сельский совет - Заводский сельский совет - Иванчуковский сельский совет - Каменский сельский совет | - Капитоловский сельский совет - Комаровский сельский совет - Куньевский сельский совет - Левковский сельский совет - Малокамышевахский сельский совет - Оскольский сельский совет - Студенокский сельский совет - Чистоводовский сельский совет |

Населённые пункты (в старых границах до 17 июля 2020 года):
| - с. Александровка - с. Андреевка - с. Бабенково - с. Боголюбовка - с. Бражковка - с. Бригадировка - с. Бугаевка - с. Букино - с. Вернополье - с. Глинское - с. Диброва - с. Дмитровка - с. Долгенькое - с. Донецкое - с. Забавное - с. Заводы - с. Ивановка - с. Иванчуковка - с. Искра - с. Каменка | - с. Капитоловка - с. Карнауховка - с. Козютовка - с. Комаровка - с. Копанки - с. Крамаровка - с. Кунье - с. Левковка - с. Липчановка - с. Лысогорка - с. Малая Камышеваха - с. Николаевка - с. Новопавловка - с. Оскол - с. Пасека - с. Петрополье - с. Пимоновка - с. Подвысокое - с. Поляна - с. Попасное | - с. Придонецкое - с. Родной Край - с. Россоховатое - с. Руднево - с. Семеновка - с. Синичино - с. Снежковка - с. Спиваковка - с. Студенок - с. Счастливое - с. Сулиговка - с. Сухая Каменка - с. Сухой Яр - с. Тихоцкое - с. Топольское - с. Федоровка - с. Чернобаевка - с. Чистоводовка - с. Шпаковка - с. Яремовка |

Ликвидированные населённые пункты (в старых границах до 17 июля 2020 года):
| - с. Вербовка - с. Водорезовка - с. Голубевка - с. Гороховатка - с. Долгий Яр | - с. Железный Яр - с. Забаштовка - с. Изюмское - с. Копанки, Бугаевский сельский совет - с. Майское | - с. Новая Ивановка - с. Окнино - с. Рассоховатое - с. Червоная Долина - с. Червоный Хлебороб |

## Население
Численность населения района в укрупнённых границах — 181,6 тыс. человек.

## Экономика
Основная специализация района: приборостроение, машиностроение, сельское хозяйство и лесная промышленность. В годы промышленного рассвета на заводах гигантах района работало свыше 30 тыс. человек. На Изюмском приборостроительном заводе — 15 тыс., на Изюмском тепловозоремонтном заводе — 5 тыс., на Изюмском оптико-механическом заводе — 8 тыс. В годы независимости все предприятия сократили объёмы производства. В данный момент всего на предприятиях машиностроения работает около 2,5 тыс. человек. Основу экспорта района составляет: продукция пищевой и лесной промышленности: молоко (СК «Восток»), комбикорма (ИГКХП), древесина, доски, рамы, штакетник (ГП Изюмский лесхоз). Также в районе имеются три железнодорожных станций. На 2012 год самыми высокорентабельными предприятиями района признали Изюмский государственный комбинат хлебопродуктов в с. Капитоловка и Изюмский гос лесхоз. По росту предприятия, выпуску продукции первое место занимает Изюмский государственный комбинат хлебопродуктов (ИГКХП), который в области занимает 15 место.

## Промышленность
Среди промышленных предприятий района крупнейшими являются:
- Изюмский казённый приборостроительный завод (1500 чел.).
- Изюмский гослесхоз (606 чел.).
- Изюмский комбинат хлебопродуктов (203 чел.), которые в денежном эквиваленте вырабатывают крупную долю ВВП района и, таким образом, поддерживают районный бюджет. В районе находится незначительный источник электроэнергии — Краснооскольская ГЭС, имеется незначительное месторождение газа.

## Достопримечательности
- Свято-Варваринская православная церковь в с. Капитоловка;
- Свято-Николаевская православная церковь в с. Красный Оскол;
- Свято-Троицкая православная церковь в с. Малая Камышоваха;
- Иоанно-Предтеченская православная церковь в с. Ивановка;
- Свято-Ахтырской Иконы Божьей Матери — в с. Бугаевка;
- мемориал ВОВ, на горе Кремянец по трассе Харьков — Довжанское;
- раскопки Скифского городища в Веделыхае (с. Яремовка).